# Aleksandrs Bartaševičs
Aleksandrs Bartaševičs (ur. 31 grudnia 1965) – łotewski inżynier, samorządowiec i polityk, poseł na Sejm, w latach 2009–2024 mer Rzeżycy.

## Życiorys
Kształcił się w szkole średniej w Rzeżycy, po czym przez dwa lata służył w Armii Radzieckiej. Ukończył studia w Ryskim Uniwersytecie Technicznym, uzyskując stopień inżyniera budownictwa. W latach 1991–1993 był zastępcą dyrektora spółki budowlanej „Latgalija”. W 1993 po raz pierwszy uzyskał mandat posła na Sejm z listy „Równiuprawnienia”, zaś w 1995 reelekcję z ramienia Łotewskiej Partii Socjalistycznej. Po raz kolejny był wybierany w latach 1998 (z listy Partii Zgody Narodowej), 2002 (z listy PCTVL). 
W latach 1998–2006 sprawował funkcję zastępcy sekretarza Prezydium Sejmu. Po odejściu z parlamentu powrócił do władz spółki „Latgalija”. W latach 2009–2024 był merem Rzeżycy z ramienia Centrum Zgody i Socjaldemokratycznej Partii „Zgoda”. Obecnie pozostaje liderem nowego ugrupowania Razem dla Łotwy (łot. Kopā Latvijai).
Żonaty, ma syna.